# Stenodynerus anormis
Stenodynerus anormis är en stekelart som först beskrevs av Thomas Say 1824.  Stenodynerus anormis ingår i släktet smalgetingar, och familjen Eumenidae. Inga underarter finns listade i Catalogue of Life.